# Péli Tamás
Péli Tamás Károly (Budapest, 1948. augusztus 7. – Budapest, 1994. november 22.) magyarországi cigány festőművész, író, politikus, országgyűlési képviselő.

## Életpályája
Nagy hírű muzsikus családban született. Apja ötvösmesterként dolgozott, ékszereket, láncokat, érméket készített. Képzőművészeti tanulmányait a Képző- és Iparművészeti Szakközépiskolában és a Holland Királyi Képzőművészeti Akadémia murális szakán végezte. (A szakközépiskola után nem vették fel a főiskolára, egy szerencsés véletlennek köszönhette, hogy kikerült Hollandia művészképzőjébe. Egy holland művészházaspár figyelt fel rá és szerzett neki ösztöndíjat.)
A festőiskolával eljutott Törökországba is, ahol a régi görög kultúra és az iszlám művészet remekeivel is megismerkedett. 1970 és 1973 között az amszterdami Szent András Kórház kápolnájának Ó- és Újtestamentumi jeleneteinek ábrázoló üvegablak applikációit, valamint a Spar bank van der Stadt festményeit és fa-, illetve fémszobrait készítette. Diplomamunkája, amely az amszterdami kultúrcentrum román kori kápolnájában található, az Amszterdam Város tanácsa által meghirdetett képzőművészeti pályázaton első díjat kapott. Legjelentősebb monumentális munkája a Holland Képzőművészeti Akadémia falát díszítő pannó, mely közel 50 négyzetméter nagyságú.
1976-tól magyarországi kiállításokon is jelen van. 1982-ben a Fővárosi Szabó Ervin Könyvtár megbízásából készített Julianus barát, Kőrösi Csoma Sándor, Apáczai Csere János tiszteletére egy 12 négyzetméter nagyságú triptichont. 1983. szeptember 24-én került átadásra a Tiszadobi Gyermekváros számára készített Születés-pannó. Ez közel 43 négyzetméter nagyságú alkotás a cigányok magyarországi történetének dokumentatív összefoglalása.
A festészet mellett íróként és közszereplőként is kivette a részét a hazai kulturális és politikai élet alakításából. Nevéhez fűződik egy sokat idézett gondolat: Homlokomon kettős aranypánt van. Az egyik a cigányságom, egyik pedig a magyarságom, és egyikről sem vagyok hajlandó lemondani.
Az 1990-es parlamenti választáson az MSZP országos listáján indult, de akkor nem szerzett mandátumot. Az 1992-ben elhunyt (szintén az MSZP országos listájáról bejutott) Nagy Attila színész halála után azonban Péli Tamás kapta meg Nagy Attila megüresedett parlamenti mandátumát. Az 1994-es parlamenti választáson ismét az MSZP országos listáján indult és mandátumot is nyert, parlamenti munkáját azonban már nem sokáig folytathatta; még abban az évben elhunyt.
A 2009-es Cigány festészet című reprezentatív albumban megjelentették szakmai életrajzát és beválogatták kilenc olajfestményét a Cigány Ház Képzőművészeti Közgyűjteményéből.

## A Cigány festészet című albumba beválogatott képei
- Kaleidoszkóp (olaj, farost, 80x120 cm, 1990)
- Ébredés (olaj, farost, 79x60 cm)
- Mocsári Jézus (olaj, farost, 65x85 cm, 1990)
- Bikafej (olaj, farost, 40x50 cm, 1990)
- Kisebbségben (olaj, farost, 80x100 cm , 1989)
- Évszakok – Nyár (olaj, farosttábla, 40x112 cm, 1984)
- Évszakok – Tavasz (olaj, farosttábla, 40x112 cm, 1984)
- Évszakok – Ősz (olaj, farosttábla, 40x112 cm, 1984)
- Évszakok – Tél (olaj, farosttábla, 40x112 cm, 1984)[5]

## Kiállításai (válogatás)

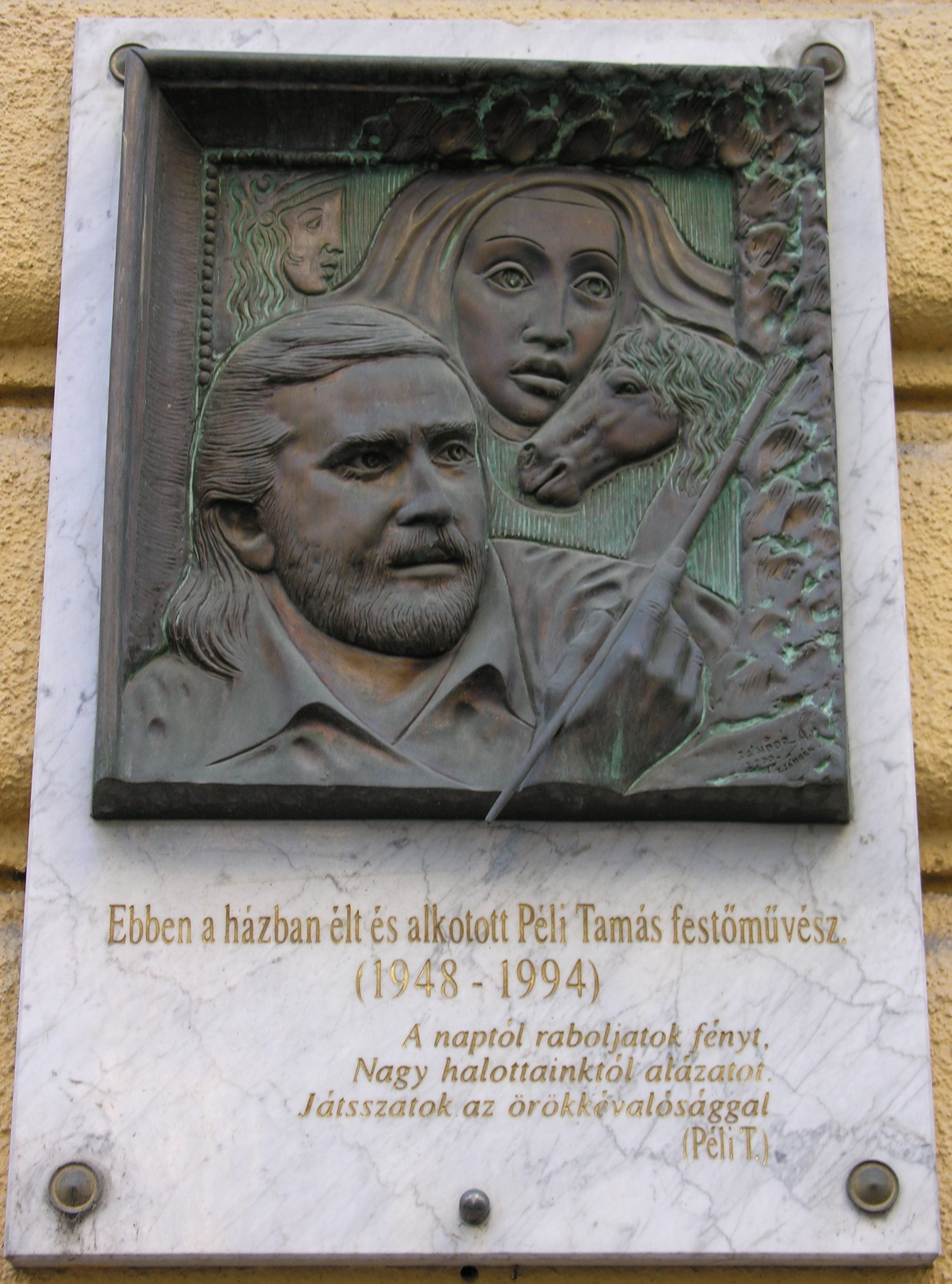
Péli Tamás emléktáblája Budapesten

### Csoportos
- 1972 – Modern Galerie, Köln
- 1980 – Fondation de Károlyi, Vance (FR)
- 1985 – Conciergerie, Párizs
- 1991 – 35 éves a Rátkai Klub, Rátkai Klub, Budapest
- 1991 – Roma Képzőművészek, Rátkai Klub, Budapest
- 1994 – A Magyarországi Nemzeti és Etnikai Kisebbségek Képzőművészeinek I. Országos Kiállítása, Német Művelődési Központ, Baja

### Egyéni
- 1970 – Művészcentrum, Haarlem de Arce (Hollandia)
- 1972 – Spaar Bank van de Stad, Amszterdam
- 1972 – G. Sfinx, Amszterdam
- 1976 – Fészek Klub, Budapest
- 1978 – Chinoin Művelődési Ház, Budapest
- 1979 – Petőfi Sándor Múzeum, Aszód
- 1981 – Megyei Művelődési Központ, Győr
- 1981 – Megyei Művelődési Központ Galéria, Nyíregyháza
- 1981 – Rátkai Klub, Budapest
- 1986 – Fészek Klub, Budapest
- 1988 – Gizella-kápolna, Veszprém
- 1989 – Marx Károly Közgazdaságtudományi Egyetem, Budapest
- 1990 – Hommage à Szalay Lajos, Rátkai Klub, Budapest
- 1993 – Városi Kiállítóterem, Baja
- 1993 – Eötvös Loránd Tudományegyetem Pedagógiai Főiskola, Budapest
- 1993 – Kossuth Klub, Budapest
- 1994 – Marienkirche, Berlin
- 1995 – Budapest Kongresszusi Központ, Budapest
- 1996 – Kossuth Klub, Budapest
- 2021 – Budapesti Történeti Múzeum, Budapest

## Könyv
- Parlamenti jegyzetek, 1992-93; Baloldali Ifjúsági Társulás, Bp., 1993 (grafikák)

## Díjai, elismerései
- Ferencváros díszpolgára (2001.)[6]

## Válogatott irodalom

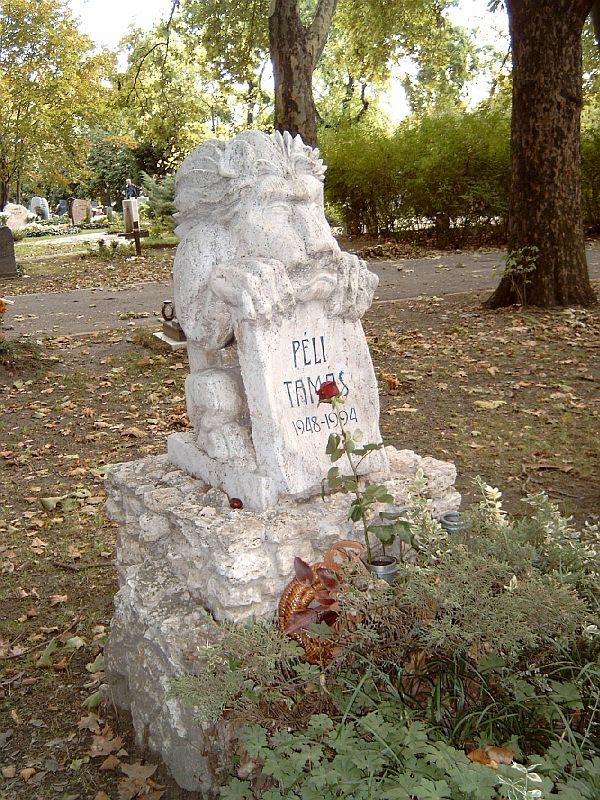
Péli Tamás sírja Budapesten. Kerepesi temető: 42/1.

- Kovács J.: Péli Tamásról, Új Írás, 1982/2.
- Murányi G.: Hát kinek a barátja vagy te?, Valóság, 1982/4.
- Tamási Orosz J.: A láttatás ereje. Péli Tamás tárlata, Új Szemle, 1988
- Kovács J.: Egzotikus vadállatok voltunk, Kritika, 1990/12.
- Murányi G.: Idetelepített kalózok vagyunk, Köztársaság, 1992/26.
- Péli Tamás: Országgyűlési jegyzetek (Péli Tamás 99 rajza), Budapest, 1993
- Kerékgyártó I.: Mestereim, bátorítóim az indulásban, Közös Út – Kethano Drom, 1995/3.
- Romane poetongi antologia (szerk.: Choli-Daróczi J., illusztrációk: Péli Tamás, Szentandrássy István, Gyügyi Ödön)
- Kovács J.: Dokumentumok Péli Tamásról, Lungo Drom, 1996/5., 6., 7-8.
- Kerékgyártó Istvánː Péli Tamás, 1948–1994; Magyar Filmtörténeti Fotógyűjtemény Alapítvány, Bp., 2005